# Rezolucja Rady Bezpieczeństwa ONZ nr 1745
Rezolucja Rady Bezpieczeństwa ONZ nr 1745 została uchwalona 22 lutego 2007 podczas 5634. posiedzenia Rady.
Rezolucja przedłuża mandat Zintegrowanej Misji NZ w Timorze Wschodnim (UNMIT) do dnia 28 lutego 2008 i jednocześnie wyraża zgodę na zwiększenie liczebności służącego w ramach misji kontyngentu policyjnego o 140 osób. Oprócz tego zawiera szereg zapisów o charakterze deklaracji politycznej, dotyczących sytuacji w tym kraju. 